# Модоя
Модоя (рум. Modoia) — село у повіті Вилча в Румунії. Входить до складу комуни Чернішоара.
Село розташоване на відстані 171 км на захід від Бухареста, 28 км на південний захід від Римніку-Вилчі, 75 км на північ від Крайови, 142 км на південний захід від Брашова.

## Населення
За даними перепису населення 2002 року у селі проживали 576 осіб, з них 575 осіб (99,8%) румунів. Рідною мовою 575 осіб (99,8%) назвали румунську.